# 藤黄沙质土微菌
藤黄沙质土微菌（学名：Arenimicrobium luteum）是沙质土微菌属的下属物种。

## 词源
种加词“luteum”是一个拉丁词，指金黄色或橙色。

## 发现
2011年春季，学者在纳米比亚北部卡万戈区马歇尔地区采集了奥卡万戈河附近的旧洪泛平原土壤样本，从中富集出藤黄沙质土微菌菌株。分离该菌的土壤是略带酸性的灌溉农业土壤，表面还密布着玉米。采集后，菌株样本被送至德国做进一步的种植实验，并于2016年被正式描述。

## 描述
藤黄沙质土微菌的细胞长约1.0至2.3µm，宽约0.7至1.0µm，呈卵形至杆状。该菌为非运动性革兰氏阴性细菌，不形成孢子，并通过二分裂繁殖。该菌是嗜温且中性细菌，其生长温度范围为8.0至44.6°C，最适生长温度为28.0至44.6°C；pH范围为3.5至9.5，最佳pH值在5.5至7.0之间。该菌可耐受最高0.25%的氯化钠浓度，最佳生长环境为在无盐环境。在理想条件下，其最短倍增时间为9.9小时。该菌是一种专性需氧、化能有机异营菌，其对碳和能量来源需求较少，偏好复杂的蛋白质类底物。该菌呈过氧化氢酶阳性以及细胞色素c氧化酶阴性。
该菌在固体培养基上可形成小于1毫米的粘稠菌落。菌落呈凸起的圆形、表面光滑、边缘整齐，并呈现出鲜艳的橙黄色。